# Takashi Hashiguchi
Takashi Hashiguchi (橋口 たかし, Hashiguchi Takashi), né à Tokyo le 6 juin 1967, est un mangaka japonais.

## Biographie
Il gagne un prix pour les nouveaux mangaka à l'aide d'un court manga publié dans un magazine, et la publication de Combat Teacher débuta l'année suivante dans ce magazine. 1988 marqua donc le début de sa carrière professionnelle de mangaka. Il apprécie également le théâtre et tenta sa chance en tant que comédien entre deux dessins. La plupart de ses mangas parlent de ses rêves d'enfants : faire du pain (Yakitate!! Ja-pan), du yo-yo (Super Yo-Yo) et il s'intéresse principalement à des loisirs et des sports peu communs. 
En 2004, il remporte le prix Shōgakukan dans la catégorie Shōnen pour Yakitate!! Ja-pan, à égalité avec Fullmetal Alchemist d'Hiromu Arakawa.

## Œuvres
- Combat Teacher (1988)
- Kinniku Kurabu (1991)
- Chie-Baachan No Chiebukuro (1992)
- Suto Ii Bashuko! Yon-Koma Gag Gaiden (1993)
- Caster Mairu Zo (1995)
- Wind Mill (1997)
- Super Yo-Yo (1997)
- SCISSORS (2000)
- Yakitate!! Ja-pan (2002)
- Saijō no Meii (2008)